# Timelash
Timelash (Lanière temporelle) est le cent-quarante-et-unième épisode de la première série de la série télévisée britannique de science-fiction Doctor Who. Il fut originellement diffusé sur la chaîne BBC One en deux parties du 9 au 16 mars 1985.

## Accroche
Sur la planète Karfel, la population vit sous la dictature du Borad, dont nul n'a jamais vu le visage. Le Borad punit ceux qui s'opposent à lui en les bannissant dans le temps avec un couloir temporel nommé Timelash. Le TARDIS se retrouve happé par le Timelash et se pose sur Karfel, le Docteur va devoir sauver ses habitants du tyran.

## Distribution
- Colin Baker — Le Docteur
- Nicola Bryant —  Peri Brown
- Robert Ashby — Le Borad
- Denis Carey — Le Vieil homme
- Paul Darrow — Tekker
- Eric Deacon — Mykros
- Neil Hallett — Maylin Renis
- Jeananne Crowley — Vena
- David Ashton — Kendron
- David Chandler — Herbert
- Tracy Louise Ward — Katz
- Peter Robert Scott — Brunner
- Dicken Ashworth — Sezon
- Steven Mackintosh — Gazak
- Christine Kavanagh — Aram
- Martin Gower — Tyheer/L'ambassadeur Bandril
- Dean Hollingsworth — L'androïde
- James Richardson — Guardolier

## Résumé
Le Docteur et Peri se disputent sur leur prochaine destination, quand le TARDIS est pris dans un couloir Kontron, une sorte de couloir temporel. N'arrivant pas à y échapper, il finit par se poser à la source du couloir: la planète Karfel, que le Docteur visita trois incarnations plus tôt.
Karfel est gouvernée par le Borad, un despote n'apparaissant jamais en personne et ayant le visage d'un vieil homme sur les écrans par lesquels il s'exprime. Les Karfelons ont également des alliés, les Bandrils, qui habitent sur une planète voisine, mais la tyrannie du Borad dégrade leurs relations: celui-ci décide de geler l'aide alimentaire qu'il accorde aux Bandrils, qui le menacent de lui déclarer la guerre. Bien que quelques Karfelons tentent de se soulever contre le Borad, ils vivent dans la peur du Timelash, un couloir temporel créé par ce dernier, avec lequel il exile les rebelles. L'un d'eux, Mykros, décide de découvrir la vérité sur le Borad et espionne son second, Renis. Celui-ci le découvre et lui avoue également être opposé au Borad, mais leur conversation est enregistrée par ce dernier: il condamne Mykros à être exilé dans le Timelash, et tue Renis avec un rayon qui le fait vieillir jusqu'à ne laisser que ses os, nommant le Karfelon Tekker pour le remplacer. Avant que Mykros ne soit jeté dans le Timelash, son amoureuse Vena supplie Tekker de le gracier, quand celui-ci refuse, elle lui vole une amulette permettant de contrôler les réserves d'énergie de Karfel et tombe accidentellement dans le Timelash.
Le TARDIS arrive peu de temps après sur Karfel, et Tekker y voit une occasion de récupérer l'amulette. Il fait prendre Peri en otage pour obliger le Docteur à utiliser le TARDIS pour retrouver Vena. Peri est quant à elle enfermée dans une caverne avec un Morlox, une sorte de lézard géant, avant d'être sauvée par des rebelles, mais le groupe est arrêté par les hommes du Borad.
Le Docteur calcule que Vena a dû être envoyée en Écosse, en 1885. Il s'y rend et retrouve Vena, ainsi qu'un jeune homme nommé Herbert. Il ramène Vena sur Karfel, sans savoir que Herbert s'est caché dans le TARDIS. Une fois le Docteur revenu, Tekker récupère l'amulette, puis ordonne de faire jeter le Docteur et les rebelles dans le Timelash. Ils résistent, et arrivent à se débarrasser des gardes, le Docteur décide de descendre dans le Timelash à l'aide d'une corde, et récupère deux cristaux de Kontron, qui alimentent la machine. Il s'en sert pour créer deux appareils, l'un lui permettant de devenir invisible quelques instants, l'autre d'absorber un tir d'une arme puis de le renvoyer.
Tekker va voir le Borad et découvre avec horreur son vrai visage: celui d'un monstre mi-Karfelon, mi-Morlox. Il a fait enfermer Peri dans la caverne du Morlox avec une bonbonne de Mustakozène-80, un produit qui peut fusionner les tissus des êtres vivants. Il veut reproduire sur Peri l'accident qui l'a transformé en mutant pour qu'elle soit sa compagne. Le Docteur arrive devant Tekker et le Borad et reconnait ce dernier comme Megelen, un savant fou qu'il avait rencontré lors de son précédent voyage sur Karfel, et qu'il avait arrêté pour avoir commis des expériences barbares sur des Morlox. L'une de ces expériences a apparemment mal tourné, provoquant la mutation de Megelen.
Megelen explique son plan au Docteur: il veut provoquer une guerre entre les Karfelons et les Bandrils, ces derniers possédant une arme capable de tuer tous les Karfelons, mais qui n'a pas d'effet sur les Morlox, ni sur Megelen comme il est à moitié Morlox. Il veut ainsi repeupler Karfel à son image avec Peri. Tekker, en entendant ça, se retourne contre Megelen, qui le tue avec le rayon de vieillissement. Il tente ensuite de tuer le Docteur avec, mais ce dernier utilise le cristal de Kontron pour lui renvoyer son tir, le tuant.
Herbert aide le Docteur à sauver Peri. Mais il est trop tard, les Bandrils ont envoyé leur flotte et lancent un missile sur Karfel. Le Docteur arrive à sauver la planète en matérialisant le TARDIS sur la trajectoire du missile, mais Megelen réapparait soudainement: celui que le Docteur a tué était en fait un clone. Le Docteur arrive à effrayer Megelen avec son propre reflet dans un miroir et le pousse dans le Timelash, le bannissant à jamais de Karfel. Il plaisante ensuite en affirmant qu'il deviendra peut-être le Monstre du Loch Ness.
Le Docteur et Peri quittent Karfel, et ramènent Herbert à son époque: celui-ci leur donne sa carte de visite, révélant son nom complet : Herbert George Wells.

### Continuité
- C'est la deuxième explication que la série donne au mystère du Monstre du Loch Ness, la première étant qu'il s'agit d'une créature robotisé ramenée par les Zygons (« Terror of the Zygons. ») Un roman du huitième Docteur, The Taking of Planet 5 explique que Megelen s'est fait tuer par des Seigneurs du Temps peu de temps après son arrivée afin d'éliminer une possibilité d'anachronisme.
- L'épisode sous entend que le Docteur est déjà venu sur Karfel sous sa troisième incarnation (celle de Jon Pertwee) avec son assistante Jo Grant et un compagnon qui n'est pas nommé[1]. Le roman Speed of Flight raconte cette histoire. Dans un épisode du spin-off de Doctor Who The Sarah Jane Adventures  « Death of the Doctor » Jo Grant mentionne Karfel dans les planètes qu'elle a visité.
- Lorsque le Docteur explique que le Kontron est un couloir temporel, Peri demande « est-ce que les Daleks n'en ont pas un aussi ? »
- Le Docteur affirme à l'émissaire des Bandrils qu'il est le "Lord Président de Gallifrey". Or, c'était effectivement son titre à la fin de « The Five Doctors. »